# 1930 en aéronautique
Chronologie de l'aéronautique
- 1926
- 1927
- 1928
- 1929
- 1930
- 1931
- 1932
- 1933
- 1934

Cet article présente les faits marquants de l'année 1930 en aéronautique.

## Évènements

### Février
- 11 février : création de la Société générale aéronautique (SGA) formée par le gouvernement en fusionnant plusieurs avionneurs (Aéroplanes Hanriot et Cie, Nieuport-Astra, Société aérienne bordelaise, SECM et Chantiers aéro-maritimes de la Seine).

### Mars
- Premier vol du de Havilland DH.80A Puss Moth.

### Avril
- 8 avril : premier vol du Bartel BM-6.

- 14 avril : premier postal aérien de nuit en Europe (Sabena).

- 18 avril : le comte de La Vaulx, président de la Fédération aéronautique internationale, trouve la mort près de Jersey City, l'avion qui le transportait, obligé de voler à basse altitude en raison d'un plafond très bas, ayant heurté une ligne à haute tension[1].

- 29 avril : premier vol du chasseur soviétique Polikarpov I-5.

### Mai
- 1er et 2 mai, Léna Bernstein bat le record de durée de pilote seul à bord (détenu jusque-là par Charles Lindbergh), en 35 h 45.
- 6 mai : premier vol du Boeing model 200 Monomail.

- 12 - 13 mai : première liaison postale transatlantique sans escale effectuée le pilote Jean Mermoz, le navigateur Jean Dabry et le radiotélégraphiste Léopold Gimié, entre Saint-Louis-du-Sénégal jusqu'à Natal au Brésil. Les 3 200 kilomètres de la traversée l'Atlantique Sud sont parcourus en 21 heures à bord d'un Latécoère 28 baptisé « Comte de-La-Vaux ». À la suite de ce vol, l'Aéropostale établit de manière définitive une liaison aérienne régulière entre Toulouse et Santiago du Chili.

- 15 mai : première prestation professionnelle d'une hôtesse de l'air dans l'histoire de l'aviation. Ellen Church, accueillit à l'aéroport d'Oakland (Californie), 11 passagers à bord d'un Boeing 80 A, un trimoteur de la United Airlines. Elle était aussi pilote et infirmière.

- 24 mai : du 5 au 24 mai 1930, l'aviatrice britannique Amy Johnson réalise un raid de 17 700 kilomètres de Croydon à Darwin avec son Havilland Gipsy Moth "Jason". Elle devient ainsi la 1re femme à avoir volé en solitaire de Grande-Bretagne en Australie[2].

- 28 au 30 mai : un équipage italien (Maddalena et Cecconi) bat le record de durée de vol : 67 heures et 13 minutes, sur un « Savoia-Fiat ».

### Juin
- 13 juin : le pilote français de l'Aéropostale Henri Guillaumet est contraint de poser son appareil à 3 000 m d'altitude dans les Andes, près de la Laguna del Diamante, à l'occasion sa 92e traversée de la chaîne andine. Pierre Deley, alors chef de secteur de l'Aéropostale à Santiago-du-Chili part à sa recherche dès le vendredi 13, malgré la tempête de neige qui sévit encore sur la Cordillère. Il décollera à 14 reprises jusqu'au vendredi suivant 20 juin. Le dimanche matin 15 juin il survole l'avion de Guillaumet sans le voir, ce qui fera comprendre au pilote en détresse qu'il ne pourra se sauver qu'en partant à pied vers l'Est, vers les plaines argentines. Pierre Deley est rejoint le mardi 17 par son camarade Antoine de Saint-Exupéry, qui évoquera plus tard cette aventure dans Terre des Hommes. Les deux pilotes  rechercheront en vain leur camarade. Henri Guillaumet échappera seul à « l'enfer blanc » grâce à son courage et son énergie. Il avouera plus tard à Antoine de Saint-Exupéry cette phrase devenue célèbre : « Ce que j'ai fait, je le jure, aucune bête ne l'aurait fait. »
- 21 juin : un équipage mexicain relie Mexico et New York en 16 heures et 33 minutes.
- 26 juin : à l'occasion d'un raid aérien de 5 100 kilomètres, l’aviateur de nationalité australienne Kingsford Smith est parvenu à réaliser la traversée de l'océan Atlantique, évoluant de la plage de Portmarnock, en Irlande, à New York aux Etats-unis, avec un monoplan Fokker VII trimoteur, baptisé « Southern Cross »[3].

### Juillet
- 11 juillet : deux italiens (Bassanesi et Dolli) utilisent l'avion pour disperser des tracts anti-fascistes au-dessus de la ville de Milan.

- 13 au 22 juillet : un équipage italien relie Milan et Tokyo en 10 jours sur un « Fiat SA1 ».

### Août
- 7 août : Henri Guillaumet signe sa 100e traversée des Andes.

- 20 août : le pilote et journaliste japonais Yoshihara relie Berlin et Tokyo en onze jours sur un « Junkers Juniors ».

### Septembre
- 1er septembre : les Français Dieudonné Costes et Maurice Bellonte décollent de Paris pour traverser l'Atlantique sur un «Breguet Bidon» baptisé Point d'Interrogation. Ils atteignent New York en 37 heures et 17 minutes, mais décident de poursuivre leur route jusqu'à Dallas afin d'empocher le prix Easterwood (25 000 dollars pour la première liaison Paris - Dallas). C'est la première traversée de l'Atlantique Nord sans escale dans le sens est-ouest.

- 2 septembre :  Maryse Bastié bat le record du monde féminin de durée de vol pour avion légers en circuit fermé, aux commandes de son monoplan Klemm à moteur français de 40 chevaux, volant durant 37 heures et 55 minutes, reprenant le record à Lena Bernstein (35 heures et 45 minutes)[4].

- 12 septembre : premier vol du Bloch MB.60, qui marque le retour de Marcel Bloch à la construction aéronautique.

### Octobre
- 5 octobre : le dirigeable britannique « R. 101 » quitte Londres le 4 octobre pour rejoindre les Indes. Après une traversée de la Manche sans histoire, le dirigeable explose à Allonne, près de Beauvais (France). Quatre des 54 personnes présentes à bord sont miraculeusement rescapées, dont l'ingénieur H.J. Leach.

- 19 octobre : Kingsford Smith établit le nouveau record de vitesse sur le parcours Angleterre – Australie, avec son biplan « Southern Cross Junior » : dix jours cinq heures et vingt-cinq minutes, battant ainsi Bert Hinkler[5].

- 25 octobre : les compagnies aériennes Transcontinental et Western Air Inc. inaugurent les premières lignes régulières coast-to-coast (Atlantique-Pacifique).

- 27 octobre au 3 novembre : un équipage français relie Paris et Addis-Abeba sur un « Farman 190 » en 6 jours et 4 heures.

### Novembre
- Premier vol du trimoteur français Wibault-Penhoët 280T

- 9 novembre : un équipage américain relie New York et le Panama sur un « Lockheed Sirius », en vol sans escale pour la première fois. 24 heures et 35 minutes de vol pour 3 600 km.

- 14 novembre : premier vol de l'avion de transport civil britannique Handley Page H.P.42.

### Décembre
- Premier vol du Potez 50.
- 18 décembre : vol postal entre Amsterdam et Batavia et retour avec le courrier de Noël. L'équipage néerlandais vole sur un Fokker XX à l'aller puis un Fokker XVIII au retour.

- 19 décembre : l'aviateur Gaston Génin réalise le premier vol sans visibilité avec un avion de ligne, à savoir un Farman 301 F-AJIG trimoteur, avec l'aide du radiotélégraphiste Manne et du mécanicien Le Plouhinec[6].

- 22 décembre : premier vol du Tupolev ANT-6/TB-3.